# اجبار (فیلم ۲۰۱۳)
اجبار (به انگلیسی: Compulsion) فیلمی محصول سال ۲۰۱۳ و به کارگردانی ادجیو کوچملیجیو است. در این فیلم بازیگرانی همچون هدر گراهام، کری-ان ماس، کوین دیلون، جو مانتگنا، نتالی برون و کیتی داگلاس ایفای نقش کرده‌اند.